# Головин, Владимир Александрович
Влади́мир Алекса́ндрович Голови́н (28 августа 1922, Москва — 27 января 1989, Ташкент) — председатель КГБ Узбекской ССР, генерал-лейтенант КГБ, кандидат исторических наук.

## Биография
Окончил среднюю школу. Выпускник Московского юридического института.
С 1941 года служил в РККА. Участвовал в Великой Отечественной войне.
С 1942 года начал службу в органах госбезопасности в качестве оперуполномоченного Районного отдела НКВД. С 1944 член КПСС. С 1944 начал работать в следственных подразделениях НКГБ на Западной Украине, с 1947 г. — в центральном аппарате МГБ СССР, выезжал в длительные загранкомандировки. С 1960-х годов служил во 2-м Главном управлении и 5-м Управлении КГБ при Совете Министров СССР.
С 1970 по 1974 депутат Совета Национальностей Верховного Совета СССР 8 созыва от Грузинской ССР. С 1984 по 1989 депутат Совета Союза Верховного Совета СССР 11 созыва от Каракалпакской АССР.
- 1977—1983 — начальник 7-го отдела 5-го Управления КГБ СССР (борьба с терроризмом), полковник[5]; 17 декабря 1981 участвовал в работе оперативного штаба в Сарапуле по освобождению школьников, захваченных 2 дезертирами в заложники[6].
- 1 сентября 1983 — 27 января 1989 — председатель КГБ Узбекской ССР, генерал-лейтенант;

## Награды
- Орден Октябрьской Революции,
- Орден Красного Знамени,
- Орден Красной Звезды.